# Финикийска писменост
Финикийската писменост е първата позната позвукова писмена система, изнамерена от древните финикийци. Въпреки че технически погледнато писмеността е класифицирана като абджад, в българския широко разпространено е названието финикийска азбука.
Това е една от най-старите потвърдени азбуки. Произлиза от египетските йероглифи. Става една от най-използваните писмени системи, разпространявана от финикийските търговци из Средиземноморието, където се развива и се асимилира от други култури. От финикийската азбука се заражда гръцката азбука.

## Възникване
Писмеността възниква около 12 век пр.н.е. във Финикия, простираща се по източното крайбрежие на Средиземно море, приблизително на цялата територия на съвременен Ливан и крайбрежната част на Сирия. Финикийците били търговски народ и въвеждането на позвукова писменост е улеснило общуването с търговските партньори от други народи като египтяни, сирийци, хети, елини и пр. Предполага се, че точното място на възникването и е Библос, заради сходства във формите на букви от финкийския абджад и знаци от Библоската писменост, използвана в града преди това.

## Разпространение
Разселването на древните финикийци и основаването на колонии най-вече по крайбрежието на Средиземно море разпространява писмеността и по тези нови земи. Една от важните колонии в северозападна Африка, Картаген, по-късно изградила своя собствена империя, която използвала абджада. Писмеността изчезва окончателно около 7 век в пунически диалектен вариант именно на територията на Картаген (виж пунически език).

## Особености
Финикийският абджад се състои от 22 букви, повечето от които са развили по няколко различни форми. Писмеността е пример за чист абджад, тъй като всички букви служат за представяне на съгласните звуци от финикийския език (класифициран като семитски език) и липсват знаци за гласните. Посоката на писане е от дясно наляво, редовете се изписват от горе надолу. Както при повечето древни писмености, разстояние между отделните думи не се е оставяло, въпреки че в някои по-късни надписи думите биват разграничавани с точки.
Интересно е да се отбележи, че названията на буквите от съвременната еврейска писменост са заимствани от финикийската.
| Буква | Произношение | Наименование | Значение           |
| ----- | ------------ | ------------ | ------------------ |
|       | /ʔ/          | 'алеф        | бик                |
|       | /b/          | бет          | къща, дом          |
|       | /g/          | гимел        | камила             |
|       | /d/          | далет        | врата              |
|       | /h/          | хе           | прозорец           |
|       | /w/          | вав          | кука               |
|       | /z/          | заин         | оръжие             |
|       | /h/          | хет          | стена              |
|       | /t/          | тет          | неизяснено         |
|       | /j/          | йод          | ръка               |
|       | /k/          | каф          | длан               |
|       | /l/          | ламед        | остен (гега)       |
|       | /m/          | мем          | вода               |
|       | /n/          | нун          | змия               |
|       | /s/          | самек        | опора, стълб       |
|       | /ʕ/          | 'айн         | око                |
|       | /p/          | пе           | уста               |
|       | /s/          | сан          | папирус (растение) |
|       | /q/          | коф          | ухо на игла        |
|       | /r/          | реш          | глава              |
|       | /s/          | син          | зъб                |
|       | /t/          | тав          | кръст, знак        |

## Значение
От финикийската писменост произлизат еврейската, арабската, гръцката и техните „дъщерни“ писмености, между които са кирилицата, латиницата, арменската азбука и др. Може да се каже, че изнамирането на финикийската писменост е от общочовешко значение, тъй като от нея или под нейно влияние възникват всички познати абджади и азбуки.
В Уникод областта от U+10900 до U+1091F е запазена за буквите и някои други знаци от финикийската писменост.